# Loualidia
Loualidia (àrab: الوليديـة, al-Walidiyya; amazic estàndard marroquí: ⵍⵡⴰⵍⵉⴷⵢⵢⴰ, Lwalidyya) és una comuna rural de la província de Sidi Bennour, a la regió de Casablanca-Settat, al Marroc. Segons el cens de 2014 tenia una població total de 18.616 persones.